# Beli (Riese)
Beli ist ein Riese der nordischen Mythologie. Er fiel im Kampf gegen den Gott Freyr, der ihn mangels seines Schwertes mit einem Hirschgeweih tötete. In Kenningar wird Freyr oft bani Belja („Belis Töter“) genannt.
Da Freyr sein Schwert seinem Diener Skirnir gab, um um die Hand der Gerdr anzuhalten, und sich diese beklagte, sie werde nie den Töter ihres Bruders ehelichen, wird angenommen, dass Gerdr und Beli Geschwister waren.
Beli ist auch der Name eines Pferdes in der Kálfsvísa, einem Gedicht in der Snorra-Edda.